# Richie Ray y Bobby Cruz
Richie Ray & Bobby Cruz es un grupo de salsa Puertorriqueño integrado por el pianista Ricardo "Richie" Ray y el cantante Roberto "Bobby" Cruz. El dúo se formó en 1963 y alcanzó la fama a mediados de los años 1960. Son uno de los intérpretes más famosos de salsa brava.
El dúo es conocido por ayudar a establecer la popularidad de la salsa en los años 1960 y 1970. También son notables por fusionar elementos de música clásica y rock con música latina tradicional. Entre sus mayores éxitos están "Richie's Jala Jala", "Agúzate", "Sonido Bestial" y "Bomba Camará". También son famosos por sus canciones navideñas "Seis chorreao", "Bomba en Navidad" y "Bella es la Navidad".
El dúo fue popular de 1965 a 1974 en América Latina y Estados Unidos, especialmente en los países caribeños. En 1974, después de su conversión al evangelicalismo y la inclusión de temas religiosos en las letras de sus canciones, la popularidad del dúo cayó. El grupo continuó sacando álbumes pero se separaron en los años 1990. Se reintegraron en 1999, y desde entonces han estado realizando giras y grabando álbumes.
En noviembre de 2006, la Academia Latina de Artes y Ciencias de la Grabación otorgó a Richie Ray & Bobby Cruz el Premio a una vida.

## Discografía
Esta es una lista incompleta de álbumes de Richie Ray & Bobby Cruz, los álbumes en solitario de cada artista están excluidos de la lista.
- Ricardo Ray Introduces Bobby Cruz A Go-Go-Go (1966)
- Sings For Lovers & Swingers (1967)
- Jala Jala y Boogaloo (1967)
- En Fiestas Navideñas (1967)
- Jala Jala Boogaloo Volume II (1968)
- Los Durísimos (The Strong Ones)  (1968)
- Los Diferentes En Puerto Rico (1968)
- Let's Get Down to the Real Nitty Gritty (1968)
- Viva Ricardo (1968)
- 3 Dimensions (1969)
- El Diferente (1970)
- Agúzate (1970)
- In Orbit (1971)
- El Bestial Sonido de Ricardo Ray Y Bobby Cruz (1971)
- Jammin' Live (1971)
- Ricardo Ray Presenta A "La Vimari" (1972)
- Canta Para Ti (1972)
- 1975 (1974)
- 10 Aniversario (1975)
- Algo Nuevo (1976)
- Felices Pascuas (1976)
- Reconstrucción (1976)
- Un Sonido Bestial (Live) En Puerto Rico (1977)
- Viven (1977)
- The Best Of Ricardo Ray & Bobby Cruz (1977)
- A Su Nombre Gloria (1978)
- De Nuevo Los Durísimos, Again (1980)
- El Sonido De La Bestia (1980)
- Pinturas (1981)
- Back To Back (1982)
- Las Águilas-The Eagles (1982)
- Los Durísimos (1982)
- En Familia (1983)
- Más Que Vencedores (1984)
- Los Inconfundibles (1987)
- Adelante Juventud (Con Jeff Morales) (1988)
- Un Sonido Bestial: El Concierto (1999)
- Mambo Tata (1999)
- Lo Nuevo Y Lo Mejor (2001)
- 40 Aniversario (2005)
- Que Vuelva La Música (2005)
- Pura Salsa (2007)

## Congos de Oro
Otorgado en el Festival de Orquestas del Carnaval de Barranquilla:
| Año  | Trabajo nominado        | Categoría | Resultado |
| ---- | ----------------------- | --------- | --------- |
| 2006 | Richie Ray & Bobby Cruz | Salsa     | Ganador   |
| 2010 | Richie Ray & Bobby Cruz | Salsa     | Ganador   |